# 小科帕尼
46°26′8″N 32°43′44″E / 46.43556°N 32.72889°E
小科帕尼是位於烏克蘭南部的村莊，由赫爾松州斯卡多夫斯克區的霍拉普里斯坦市鎮負責管轄。該村始建於1786年，面積0.5平方公里，海拔高度19米，2001年人口2,159，人口密度每平方公里4,507.3人。